# 베를린 프로나우역
베를린 프로나우역(Bahnhof Berlin-Frohnau)은 베를린 라이니켄도르프구의 프로나우에 위치한 철도역이다. 개통 당시 역명은 프로나우(마르크)(Frohnau (Mark))역이었으며 1938년 2월 1일에 현재의 역명으로 개칭되었다. 역 북쪽으로는 과거 열차선 부지에 S반 인상선 및 회차선이 설치되어 있으며, 이 역 이북의 북부선 S반선은 단선이다.
역 북쪽으로 출입구가 개설되어 있으며, 지상의 프로나우교로 연결된다. 지상과 승강장을 잇는 엘리베이터가 설치되어 있다.

## 역사
프로나우 일대의 개발 이전에도 베를린 북부선이 통과했으나 개업 당시에는 역이 설치되어 있지 않았다. 1891년에는 노선이 복선화되었고, 현재의 역이 들어선 자리에는 철도 감시소 건물이 들어서 있었다. 대합실 건물과 승강장은 1908년부터 1910년까지 건설되었다. 설계자는 구스타프 하르트(Gustav Hart)와 알프레트 레서(Alfred Lesser)였다. 프로나우 일대에 택지 개발을 주도한 Berliner Terrain-Centrale에서 역 건설 비용으로 30,000 금 마르크를 출자했고 4년간의 역 운영 비용을 지원했다. 1909년에 프로나우교가 건설되면서 선로 높이를 더 깎아내렸고, 도로교를 건설해서 철도로 인해 양분된 지구를 연결시켰다. 1910년 5월 1일 개통일에는 1,640명의 승객이 이용했다. 1925년 4월 1일부터 오라니엔부르크역 방면 전동차가 운행을 시작했다.
1945년 이후에는 빌헬름스루역-비르켄베르더역 구간이 열차선과 S반선 각각 단선으로 축소되었다. 노선상에 교행역이 없었기 때문에 배차 간격을 1시간 미만으로 단축시킬 수 없었다. 1948년에 바이트만슬루스트역, 프로나우역, 호엔 노이엔도르프역에 교행선이 건설되면서 20분으로 배차 간격이 단축되었다. 1952년에는 서베를린 일대의 북부선 여객열차 운행이 중단되었다.
1961년에 베를린 장벽이 건설되면서 프로나우역-호엔 노이엔도르프역 구간의 S반 운행이 중단되었다. 서베를린 S반 보이콧으로 인하여 승객 수는 감소했지만 북부선의 S반 운행은 1980년 파업 이전까지 계속되었다. BVG에서 운영권을 양도받으면서 1984년 1월 9일부터는 운행이 중단되었다. 양도 이후 연선 주민들의 재개통 요구를 받으면서 1984년 10월 1일에 임시로 노선의 영업이 재개되었다. 1985년 말까지 개보수공사를 위해서 일부 구간의 영업이 중단되기도 했다. 비테나우역-프로나우역 구간 시설 개보수 및 재복선화 공사는 1986년 12월 22일까지 진행되었다. 이 기간 동안 역 승강장이 개수되었다.
독일의 재통일 이후 프로나우역-호엔 노이엔도르프역 구간이 다시 연결되면서 1992년 5월 31일부터 북부선 S반 열차가 오라니엔부르크까지 운행할 수 있게 되었다. 이 구간은 복선 노반의 단선으로 건설되었다. 2010년에는 독일 연방정부 예산으로 역사의 에너지 소비를 축소하는 형태로 개보수가 진행되었고, 그 결과 에너지 소비량이 기존의 41%로 줄어들었다.

## 인접 정차역
베를린 버스 220, 125, N20번 및 오버하펠군 버스 806번과 환승할 수 있다.
주간에는 반제역발 종차의 중간 종착역으로도 사용되며, 프로나우 이남은 10분, 프로나우 이북은 20분 배차 간격으로 운행한다.
| 베를린 S반                            | 베를린 S반 | 베를린 S반                    |
| ------------------------------------- | ---------- | ----------------------------- |
| 호엔 노이엔도르프 오라니엔부르크 방면 | S1         | 헤름스도르프 베를린 반제 방면 |